# Чемпионат России по футболу среди женщин 2006 (второй дивизион)
Второй дивизион по футболу среди женских команд 2006 — 4-й футбольный турнир Второго дивизиона — третьего по силе дивизиона в системе женских футбольных лиг России. Соревнование возобновилось спустя 12 лет после проведения Второй лиги 1994. Победителем Второго дивизиона стал образованный в 2006 году клуб Дана (Москва).
Чемпионат проводился в два этапа. Первый этап состоял из отборочных региональных первенств, победители которых выходили в финал. Впоследствии такая схема соревнований применялась в розыгрышах Первого и Второго дивизиона.

## Предварительный этап
Есть только неполная информация о проведении отбора в зонах «Приволжье», «Юг» и «Москва»

### Первенство МФС «Приволжье»
Место проведения — Ижевск (15—17 августа). Клуб «Жемчужина» (Ижевск) перешел во Вторую лигу 2006 из Первого дивизиона 2005.
| Поз | Команда            | ЦСК | МОР | ЖЕМ | И | В | Н | П | МЗ | МП | РМ | О | Квалификация или выбывание |
| --- | ------------------ | --- | --- | --- | - | - | - | - | -- | -- | -- | - | -------------------------- |
| 1   | ЦСК ВВС (Самара)   |     | 4:1 | —   | 2 | 2 | 0 | 0 | 7  | 1  | +6 | 6 |                            |
| 2   | Мордовия (Саранск) | —   |     | 4:2 | 2 | 1 | 0 | 1 | 5  | 6  | -1 | 3 |                            |
| 3   | Жемчужина (Ижевск) | 0:3 | —   |     | 2 | 0 | 0 | 2 | 2  | 7  | -5 | 0 |                            |

#### Результаты матчей
| 15 августа 2006 | «Мордовия» (Саранск)           | 4:2 | «Жемчужина» (Ижевск) | Ижевск |
|                 | Расконова-2, Зыкова, Бабушкина |     | Маврикеева, Паршина  |        |

| 16 августа 2006 | «Жемчужина» (Ижевск) | 0:3 | ЦСК ВВС (Самара)     | Ижевск |
|                 |                      |     | Норкина-2, Агафанова |        |

| 17 августа 2006 | «Мордовия» (Саранск) | 1:4 | ЦСК ВВС (Самара)                        | Ижевск |
|                 |                      |     | Норкина, Агафанова, Гайнулина, Никашова |        |

### зона «Юг»[3]
| Поз | Команда                        | ДОН | ОСД | АЛА | ФОР | И | В | Н | П | МЗ | МП | РМ | О | Квалификация или выбывание |
| --- | ------------------------------ | --- | --- | --- | --- | - | - | - | - | -- | -- | -- | - | -------------------------- |
| 1   | Дон (Азов)                     |     | 3:1 | 6:2 | 3:2 | 3 | 3 | 0 | 0 | 12 | 5  | +7 | 9 |                            |
| 2   | ОСДЮШОР-23 (Глубокий)          | 1:3 |     | 4:1 | 4:1 | 3 | 2 | 0 | 1 | 9  | 5  | +4 | 6 |                            |
| 3   | Алания (Владикавказ)           | 2:6 | 1:4 |     | 3:0 | 3 | 1 | 0 | 2 | 6  | 10 | -4 | 3 |                            |
| 4   | Фортуна-шк.15 (Ростов-на-Дону) | 2:3 | 1:4 | 0:3 |     | 3 | 0 | 0 | 3 | 3  | 10 | -7 | 0 |                            |

### зона «Москва»

#### Результаты матчей[4]
02.09.06 «Дана» — «Чертаново-2» 9:0
05.09.06 «Дана» — «Кольчуга» 21:0
07.09.06 «Дана» — «Сокол» 25:0

## Финальный этап
Есть информация только о двух матчах финала

В финальном этапе приняли участие победители пяти зон.
За путёвку в первую лигу ЦСК ВВС (Самара) боролся с клубом «Дана» (Москва).
| 29 сентября 2006 1-й матч | ЦСК ВВС (Самара) | 1:3 | «Дана» (Москва)                     | Самара                         |
|                           | Ненашева         |     | Лагутина, Плешаков, Миронова (пен.) | Стадион: ЦСК ВВС Зрителей: 100 |

| 03 октября 2006 2-й матч | «Дана» (Москва) | 1:0 | ЦСК ВВС (Самара) | Москва                         |
|                          | Антипова        |     |                  | Стадион: Октябрь Зрителей: 100 |

По итогам Второго дивизиона 2006 победителем стал клуб Дана (Москва) (главный тренер — Андрей Афанасьев), который перешел в Первый дивизион 2007, второе место — ЦСК ВВС (Самара) (главный тренер — Разия Нуркенова), третье место — Чайка (Усмань) (главный тренер — Анатолий Соломахин). 
Также в Первый дивизион 2007 перешла молодёжная команда Чертаново-2 из зоны Москва.
Из участников Второй лиги 2006 во Второй дивизион 2007 не будут заявлены:
- ОСДЮШОР-23 (Глубокий)
- Алания (Владикавказ)
- Фортуна-шк.15 (Ростов-на-Дону)
- серебряный призер ЦСК ВВС (Самара)